# Note invernali su impressioni estive
Note invernali su impressioni estive(in russo: Зимние заметки о летних впечатлениях, "Zimnie zametki o letnich vpečatlenijach"), sono note del 1863 scritte da Fëdor Dostoevskij.
Raccontano del primo viaggio compiuto dall'autore nell'Europa Occidentale.

## Contenuto
Queste note raccontano il viaggio compiuto da Dostoevskij nell'Europa Occidentale, dove ha visitato le città più influenti dell'epoca: Berlino, Dresda, Wiesbaden, Baden-Baden, Colonia, Parigi, Londra, Lucerna, Ginevra, Vienna e un'Italia (Genova, Firenze, Milano, Venezia) visitata in fretta, nel quale si parla molto di Garibaldi.
I temi trattati sono la borghesia europea occidentale e la sua cultura.
Dostoevskij tornerà in Russia, deluso dalle metropoli e le nuove società che sono prive di un elemento necessario all'uomo: la libertà di coscienza.